# آگاتا تارچینسکا
آگاتا تارچینسکا (انگلیسی: Agata Tarczyńska؛ زادهٔ ۲۷ ژوئن ۱۹۸۸) بازیکن فوتبال اهل لهستان است.
وی همچنین در تیم ملی فوتبال زنان لهستان بازی کرده‌است.